# Like.Share.Follow.
Pour plus de détails, voir Fiche technique et Distribution.
Like.Share.Follow. ou Aime.Partage.Follow. au Québec est un film américain réalisé par Glenn Gers, sorti en 2017.

## Synopsis
Garrett, une star de YouTube, entame une relation romantique avec une fan obsessive.

## Fiche technique
- Titre : Like.Share.Follow.
- Réalisation : Glenn Gers
- Scénario : Glenn Gers
- Musique : Joel Corelitz
- Photographie : Lyn Moncrief
- Montage : Frank Openchowski
- Production : Greg Gilreath, Adam Hendricks et John H. Lang
- Société de production : Divide/Conquer, Blumhouse Productions, Gunpowder & Sky, Seer Capital et Studio Unknown
- Pays :  États-Unis
- Genre : Horreur et thriller
- Durée : 97 minutes
- Dates de sortie : 
  -  États-Unis : 31 octobre 2017

## Distribution
- Keiynan Lonsdale (VF : Gauthier Battoue) : Garrett
- Ema Horvath (VF : Clara Quilichini) : Shell
- Abraham Benrubi : détective Yarden
- Michael Boatman : Norman
- Mikey Bolts : Skeevix
- Gabriel Conte : Carbonite
- Patrick Gorman : Mr. Crossbow
- Nate Hartley (VF : Benjamin Bollen) : Lyle
- Monica Lopez : Marie
- Cynthia LuCiette : Zuzu
- Mónica López : Marie
- Norma Maldonado : détective Reyes
- Remy Nozik : Petunia
- Amy Pham : Kiki

## Production
Le tournage a débuté le 15 septembre 2015. Le film été présenté en avant-première au Screamfest Horror Film Festival 2017.